# Mausoleum von Halikarnassos

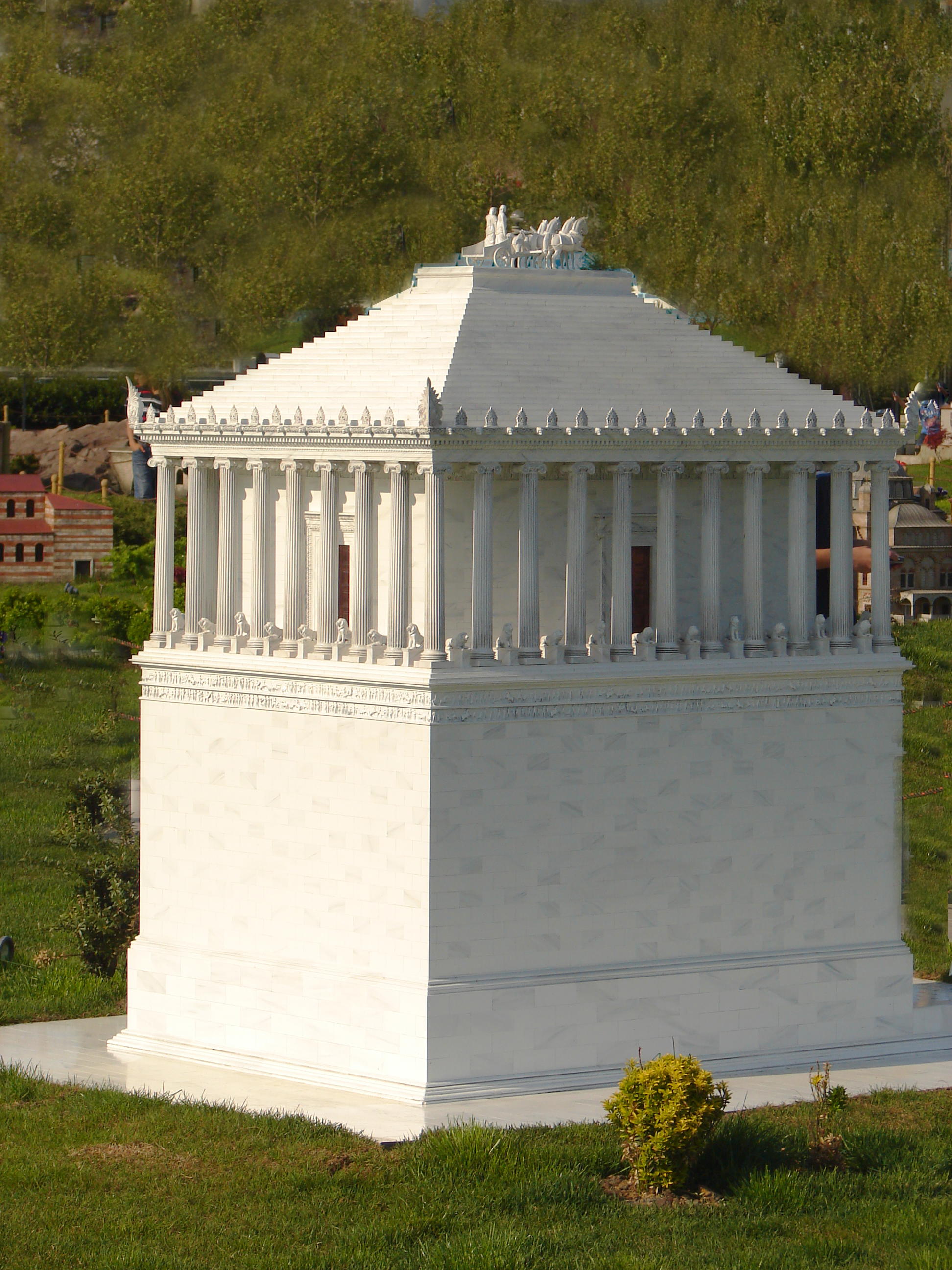
Modell des Maussolleions (Freizeitpark Miniatürk)

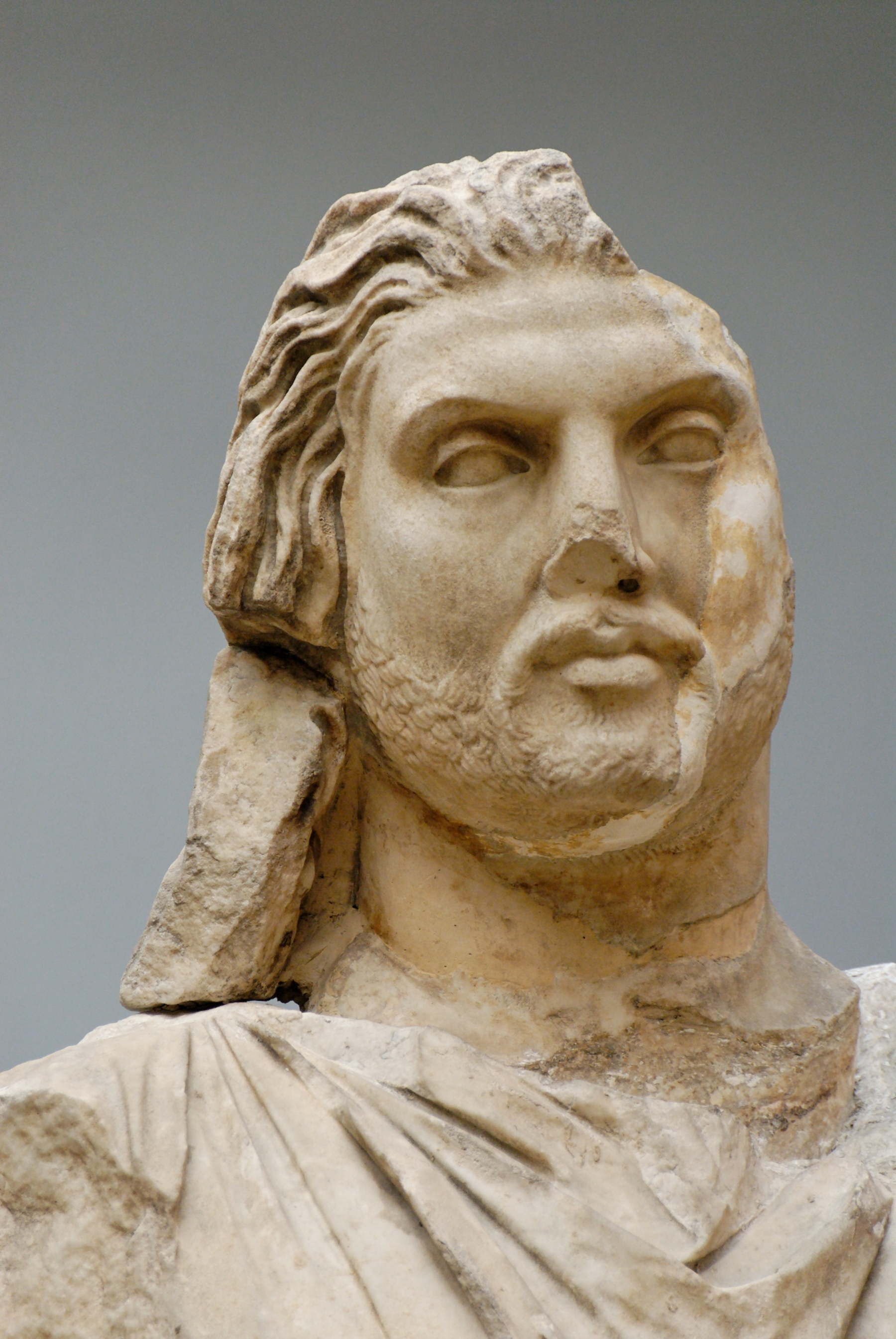
Statue des Maussolos (Britisches Museum)

Das Mausoleum von Halikarnassos oder kurz Maussolleion war das prachtvolle Grabmal des Maussolos, eines Kleinkönigs von Karien und persischen Satrapen (377–353 v. Chr.), gelegen in der antiken griechischen Stadt Halikarnassos (heute Bodrum) an der Südwestküste der heutigen Türkei. Das Mausoleum gehörte zu den „Sieben Weltwundern der Antike“. Es wurde von zwei griechischen Architekten und vier griechischen Bildhauern gebaut.
Auf Lateinisch hieß es „Mausoleum Halicarnasense“ (oder vollständig sepulcrum Mausoli Halicarnasense „Grabmal des Mausolos in Halikarnassos“), auf Altgriechisch „das Grab des Maussollos“ (ὁ Τάφος τοῦ Μαυσσώλου ho Táphos toú Maussṓllou, τὸ Μαυσσώλειον Ἁλικαρνασσεύς tò Maussṓleíon Halikarnasseús oder τὸ Μαυσ[σ]ωλ[λ]εῖον τοῦ Ἁλικαρνασσοῦ tó Maus[s]ōl[l]eíon toú Halikarnassoú).

## Bau

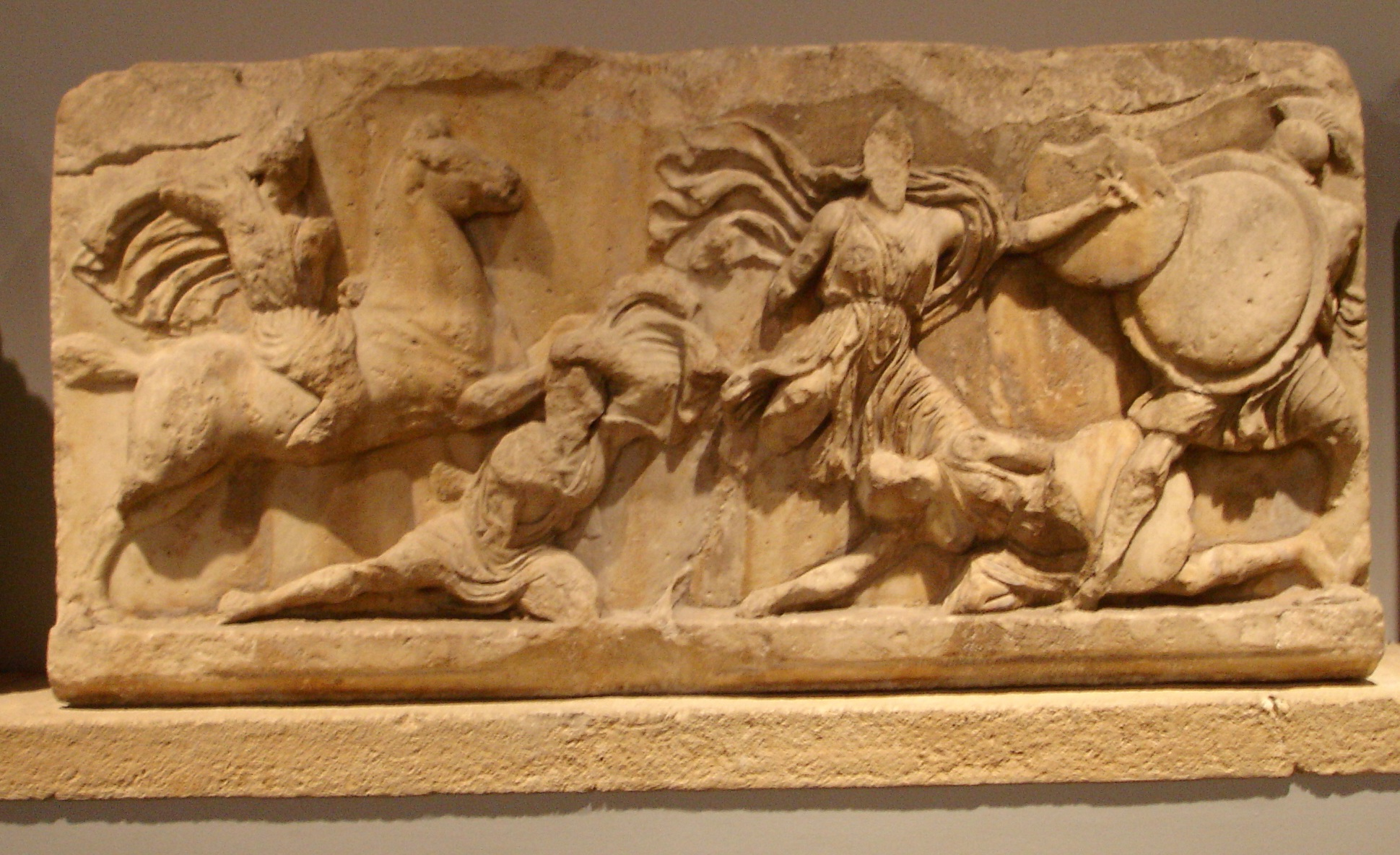
Fries mit Amazonenkampfszene (Britisches Museum)

Das Mausoleum wurde etwa 368 bis 350 v. Chr. in Halikarnassos, der neuen Hauptstadt Kariens in Kleinasien, im heutigen Bodrum an der ägäischen Südwestküste der heutigen Türkei errichtet. Auf einer 105 m × 244 m großen Felsterrasse auf einem Hügelhang, die später als Grabbezirk von einer Umfassungsmauer (περίβολος peribolos) umschlossen wurde, hob man das Fundament aus. Die Fundamentplatte maß 32 m × 38,40 m, der Bau erreichte eine Höhe von insgesamt etwa 46 m. Der Sockel aus drei leicht zurückgesetzten Stufen war aus grünem Vulkangestein gefertigt und mit Marmor verkleidet. Vor jeder der Stufen, die im Verhältnis 3:4:5 höher gebaut waren, standen Rundplastiken: vor der untersten auf der überragenden Bodenplatte Reiterkampfszenen zwischen Griechen und Persern in etwa Naturgröße, vor der darübergelegenen Heroenfiguren in Übergröße und vor der dritten Jagdszenen in doppelter Normalgröße. Darüber erhob sich eine Ringhalle – also die Form eines Peripteros (περίπτερος) oder Pteron (πτερόν) – mit 36 (9 auf 11) ionischen Säulen, zwischen denen Skulpturen in Übergröße aufgestellt waren, Götterfiguren und solche des Herrscherhauses, was das Grabmal auch als Heroon erscheinen ließ. Der oberste Abschluss der dritten Stufe (Podium, 18,5 m) unterhalb der Säulen sowie ein Band hinter den Säulen und der Quadrigasockel trugen prächtige Relieffriese mit Amazonenkämpfen (Amazonomachie), Wagenrennen und Lapithen- und Kentaurenkämpfen. Das Dach des Bauwerks bildete eine 24-stufige Pyramide (7 m) – entsprechend den Regierungsjahren des Königs –, der oberste Abschluss des Grabmals eine von Maussollos und Artemisia gelenkte Marmor-Quadriga auf einem Sockel mit Fries (6 m, siehe unten) auf der Pyramidenspitze, die Pytheos zugesprochen wird. Sowohl die Pferde der Quadriga als auch andere Figuren waren mit Bronzeapplikationen (Zaumzeug, Waffen) versehen. Die seinerzeit berühmtesten griechischen Bildhauer wurden verpflichtet: Bryaxis aus Karien (Nordseite), Leochares von Athen (Westseite), Timotheos (Südseite) und Skopas von Paros (Ostseite). Das fertige Bauwerk erstrahlte in weißem Marmorglanz.
Seine Berühmtheit seit der Fertigstellung war so groß, dass die Bezeichnungen Maussoleion und Mausoleum seitdem zum Synonym für eine großartige Grabanlage wurden. Das Wort „Maussol–eion“ selbst bedeutet „dem Maussolos gewidmet oder gehörig“ (vergleiche: „Artemision – Tempel der Artemis“).

## Geschichte
Seit Antipatros von Sidon gehört es wegen der Schönheit, des überwältigenden Gesamteindruckes und der kostbaren Statuen und Relieffriese zum klassischen Kanon der Sieben Weltwunder und wurde erst im 16. Jahrhundert bis auf die Fundamente nahezu vollständig abgetragen.
Laut Strabon ließ Maussolos’ Frau und Schwester Artemisia II., nicht ihr Mann selbst, den Bau errichten. Doch kann sie das Mausoleum in den zwei Jahren, die sie ihren Gemahl überlebte, nur annähernd vollendet haben. Als Architekten sind Satyros und Pytheos überliefert, die ein nicht überliefertes Buch über das Grabmal schrieben. Es wurde erst drei Jahre nach Maussolos’ und ein Jahr nach Artemisias Tod durch die Künstler in Eigenregie fertiggestellt.
Das Mausoleum wurde mit Sicherheit durch ein Erdbeben im 12. Jahrhundert schwer beschädigt, blieb in seinem Fundament jedoch nahezu das gesamte Mittelalter hindurch erhalten. 1404 und, Augenzeugenberichten zufolge, noch einmal 1523 wurde es dann von den Rittern des Johanniterordens abgebrochen, um Baumaterial für deren Festung St. Peter zu gewinnen. Verständlich ist dieser Zerstörungsakt nur im Zusammenhang mit dem Rückzug der Kreuzritter aus Rhodos, nachdem diese bereits Zypern verloren hatten und nun vor den Truppen Suleimans des Prächtigen kapitulieren und Rhodos verlassen mussten. In aller Eile wurde hier einer der letzten christlichen Brückenköpfe ausgebaut, bevor sich die Ordensritter 1530 endgültig auf die Insel Malta zurückzogen.
Bereits in den älteren Teilen der 1404 errichteten Burg finden sich Architektur- und Reliefstücke aus Marmor und die typischen graugrünen Quadersteine, aus denen der Kern des Grabbaus bestand. Aber noch 1497/98, als die Florentiner Bernardo Michelozzi und Bonsignore Bonsignori Kleinasien besuchten, waren nach ihren Berichten bedeutende Teile des Grabmals intakt. So fanden auch einige Fragmente den Weg nach Europa. Sicher ist daher, dass der Schlussakt der Tragödie dieses Weltwunders tatsächlich erst 1523 stattfand. Der mit der Reparatur der Burg beauftragte Festungskommandant de la Tourette berichtet nämlich, dass nach der Entdeckung der eigentlichen Grabkammer, eines großen, mit Marmor ausgestatteten Raums, ohne Umschweife die Reliefplatten zerschlagen und der Bau abgebrochen wurde.

## Rekonstruktion

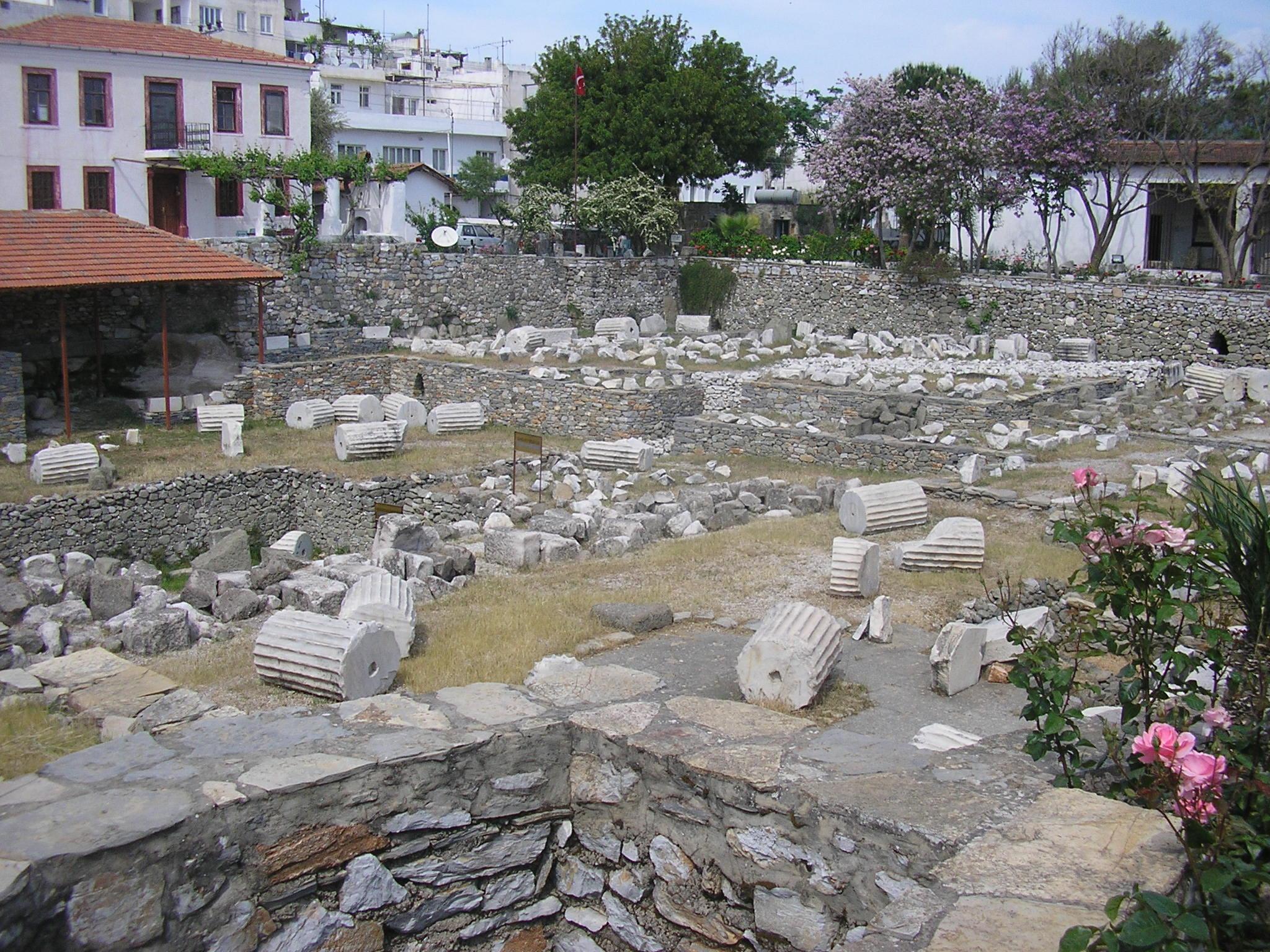
Heutige Reste des Mausoleums (2006)

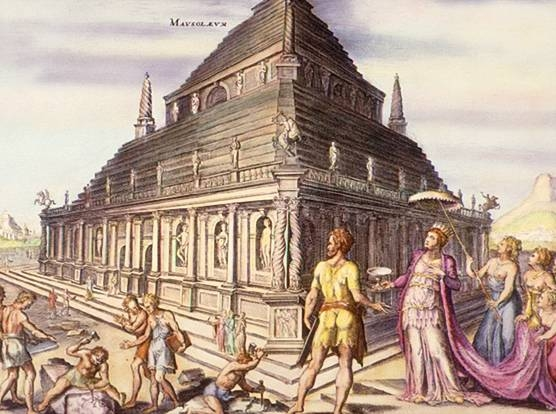
Imaginierte Darstellung des Mausoleums (Stich von Maarten van Heemskerck, 16. Jahrhundert)

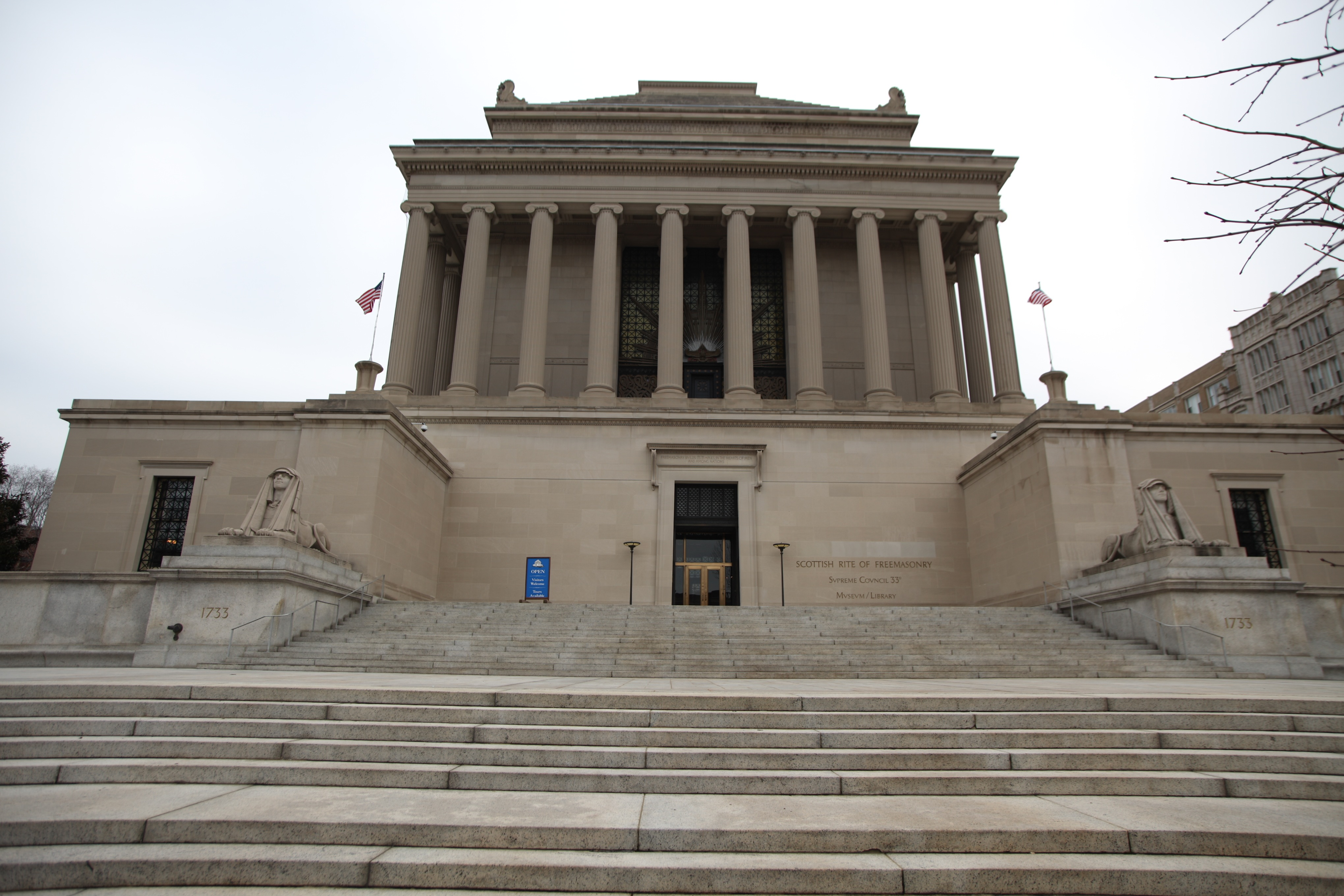
House of the Temple in Washington, D.C. (von John Russell Pope 1911–1915 nach dem Vorbild des Mausoleums gestalteter Freimaurertempel)

Bereits seit dem 18. Jahrhundert wurden zahlreiche Versuche unternommen, auf Grundlage der antiken literarischen Beschreibung durch Plinius das Aussehen des Baus zu rekonstruieren. Sie führten zu ebenso vielen unterschiedlichen wie phantasievollen Lösungen. Auf eine wissenschaftliche Grundlage wurden die Bemühungen erst gestellt, als 1857 eine englische Grabung unter Charles Thomas Newton (1816–1894) Teile des Fundaments freilegte und Skulpturen sowie Bauteile gefunden wurden. Doch erst durch die dänischen Forschungen und Grabungen von 1966 bis 1977 unter Kristian Jeppesen ließ sich eine umfassende und weitgehend durch Bauteile belegte Rekonstruktion erarbeiten. Fries und Statuen des Mausoleums von Halikarnassos befinden sich heute im Britischen Museum in London. Obwohl das Grabmal nicht mehr vorhanden ist, kommt ihm in der Architekturgeschichte als einem der wichtigsten und herausragendsten Werke ionischer Baukunst der Spätklassik eine zentrale Bedeutung zu. Deshalb gehört auch ein Modell des Mausoleums zu der Sammlung von Architekturikonen des Architekten Oswald Mathias Ungers. Der Diplom-Designer und Architekturmodellbauer Bernd Grimm erstellte 2003 im Auftrag des Architekten eine Miniatur des Gebäudes aus Alabastergips im Maßstab 1:66. Das Modell wird im Ungers Archiv für Architekturwissenschaft aufbewahrt.

## Heute
An der Stelle des antiken Halikarnassos befindet sich heute die Touristenmetropole Bodrum. Ihr moderner Name, der im Türkischen so viel wie „unterirdisches Gewölbe“ bedeutet, deutet noch heute auf die verschütteten Reste des Mausoleums hin. Von dem Bauwerk ist noch die Vertiefung der Grabkammer etwa acht Meter unter dem heutigen Bodenniveau zu sehen sowie die noch begehbaren Reste des das Bauwerk umfassenden Kanalisationssystems. In einem daneben liegenden Saal sind Reste von Reliefs und Baumaterialien zu sehen.